# دوان سميث
دوان سميث (بالإنجليزية: Dwan Smith)‏ هي ممثلة أمريكية، ولدت في 22 يناير 1944 في جاكسون في الولايات المتحدة.

## وصلات خارجية
- دوان سميث على موقع IMDb (الإنجليزية)
- دوان سميث على موقع ألو سيني (الفرنسية)
- دوان سميث على موقع ميوزك برينز (الإنجليزية)
- دوان سميث على موقع أول موفي (الإنجليزية)
- دوان سميث على موقع قاعدة بيانات الفيلم (الإنجليزية)
- دوان سميث على موقع كينوبويسك (الروسية)